# 维塞尔尼
维塞尔尼（法語：Viserny，法語發音：[vizɛʁni]）是法国科多尔省的一个市镇，位于该省西部偏北，属于蒙巴尔区。

## 地理
维塞尔尼（47°33'36"N, 4°16'49"E）面积6.75 平方千米，位于法国勃艮第-弗朗什-孔泰大區科多尔省，该省份为法国中东部省份，北起奥布省，西接涅夫勒省和约讷省，南至索恩-卢瓦尔省，东南接汝拉省，东临上索恩省，东北部与上马恩省接壤。
与维塞尔尼接壤的市镇（或旧市镇、城区）包括：瑟纳伊、阿蒂、蒙蒂尼-蒙福尔、维莱讷莱普雷沃特。
维塞尔尼的时区为UTC+01:00、UTC+02:00（夏令时）。

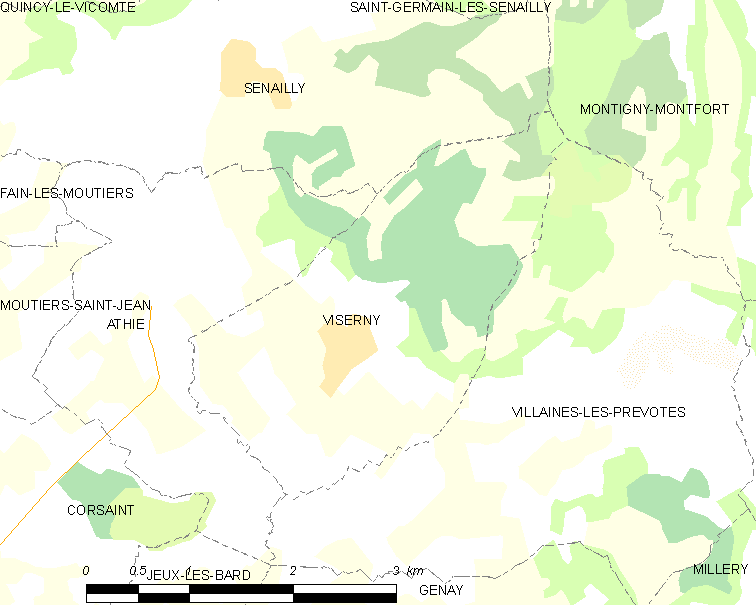
维塞尔尼的OSM定位图

## 行政
维塞尔尼的邮政编码为21500，INSEE市镇编码为21709。

## 政治
维塞尔尼所属的省级选区为蒙巴尔县。

## 交通
科多尔省省道D1线经过境内。

## 人口

1962-2008年间维塞尔尼人口变化图示

维塞尔尼于2022年1月1日时的人口数量为180人。